# (100434) Jinyilian
(100434) Jinyilian es un asteroide perteneciente al cinturón de asteroides, descubierto el 6 de junio de 1996 por el equipo del Beijing Schmidt CCD Asteroid Program desde la Estación Xinglong, Hebei, China.

## Designación y nombre
Designado provisionalmente como 1996 LJ. Fue nombrado Jinyilian en honor al ingeniero chino Jin Yilian, que ha planteado una serie de ideas de propuestas tecnológicas. Trabajó como jefe de diseño general de la serie "Shenwei" de los sistemas informáticos gigantes, con la velocidad de computación hasta más de 10 billones de veces por segundo.

## Características orbitales
Jinyilian está situado a una distancia media del Sol de 2,652 ua, pudiendo alejarse hasta 3,192 ua y acercarse hasta 2,111 ua. Su excentricidad es 0,203 y la inclinación orbital 17,12 grados. Emplea 1577 días en completar una órbita alrededor del Sol.

## Características físicas
La magnitud absoluta de Jinyilian es 15,5.